# Internazionali di Tennis di Bergamo 2015
Gli Internazionali di Tennis di Bergamo 2015 sono stati un torneo di tennis facente parte della categoria ATP Challenger Tour nell'ambito dell'ATP Challenger Tour 2015. È stata la decima edizione del torneo che si è giocata a Bergamo, in Italia, dal 9 al 15 febbraio 2015 su campi in cemento e aveva un montepremi di €42,500+H.

## Partecipanti singolare

### Teste di serie
| Nazionalità | Giocatore            | Ranking* | Testa di serie |
| ----------- | -------------------- | -------- | -------------- |
| Germania    | Andreas Beck         | 110      | 1              |
| Francia     | Lucas Pouille        | 115      | 2              |
| Uzbekistan  | Farrukh Dustov       | 118      | 3              |
| Kazakistan  | Oleksandr Nedovjesov | 123      | 4              |
| Ucraina     | Illja Marčenko       | 134      | 5              |
| Francia     | Benoît Paire         | 149      | 6              |
| Croazia     | Mate Delić           | 152      | 7              |
| Ungheria    | Márton Fucsovics     | 160      | 8              |

- Ranking al 2 febbraio 2014.

### Altri partecipanti
Giocatori che hanno ricevuto una wild card:
- Enzo Couacaud
- Andrea Falgheri
- Federico Gaio
- Roberto Marcora

Giocatori che sono passati dalle qualificazioni:
- Mirza Bašić
- Daniel Brands
- Martin Fischer
- Maxime Teixeira

## Vincitori

### Singolare
Benoît Paire ha sconfitto in finale  Oleksandr Nedovjesov con il punteggio di 6–3, 7–6(3).

### Doppio
Martin Emmrich /  Andreas Siljeström hanno sconfitto in finale  Mateusz Kowalczyk /  Blazej Koniusz con il punteggio di 6–4, 7–5.